# Nazarij (Andrejev)
Nazarij (světským jménem: Nikolaj Ivanovič Andrejev; 9. října 1865, Kočkurovo – 21. května 1940, Petuški) byl ruský pravoslavný duchovní Ruské pravoslavné církve a biskup čeljabinský a troický.

## Život
Narodil se 9. října 1865 v obci Kočkurovo v Ardatovském ujezdu Simbirské gubernie (dnes v Dubjonském rajónu Mordvinska jako syn kněze.
Roku 1880 dokončil Alatyrské duchovní učiliště a roku 1887 Simbirský duchovní seminář. Dne 26. srpna 1887 byl rukopoložen na diákona a do roku 1888 sloužil v obci Bolšije Bereznaki v Karsunském ujezdu Simbirské gubernie. Současně byl učitelem na farní škole.
Dne 4. září 1888 byl rukopoložen na jereje a byl mu přidělen chrám Narození Krista v obci Šemurša v Syzranském ujezdu Simbirské gubernie.
Poté byl také: představeným chrámu Svaté Trojice v obci Kočkuši (Ardatovský ujezd), ředitelem farní školy (1891), představeným chrámu Svaté Trojice v obci Kašinka (Simbirský ujezd - 1896), představeným chrámu svatého archanděla Michaela v obci Alovo (Alatyrský ujezd - 1898), chrámu Kazaňské ikony Matky Boží v obci Papuzy (Karsunský ujezd - 1903) a chrámu svatého Jana Bohoslova v obci Opalicha (Simbirský ujezd - 1904).
Roku 1896 mu bylo uděleno právo nosit nábedernik a roku 1902 právo nosit skufii.
Roku 1906 ovdověl a měl děti Viktora a Pavla.
Roku 1907 začal studovat na Kazaňské duchovní akademii.
Dne 24. září 1910 byl postřižen na monacha se jménem Nazarij.
Roku 1911 dokončil akademii s titulem kandidáta bohosloví s právem přednášet v seminářích. Byl jmenován představeným monastýru Svaté Trojice v Alatyru a povýšen na archimandritu.
Dne 5. června 1912 byl Nejsvětějším synodem ustanoven biskupem alatyrským a vikarijním biskupem simbirské eparchie. Dne 1. července proběhla jeho biskupská chirotonie. Světiteli byli arcibiskup finský a vyborgský Sergij (Stragorodskij), arcibiskup aleutský a severoamerický Platon (Rožděstvenskij), biskup permský a solikamský Palladij (Dobronravov), biskup smolenský a dorogobužský Feodosij (Feodosijev) a biskup oloněcký a petrozavodský Nikanor (Naděždin).
Roku 1913 mu byl udělen řád svatého Vladimíra III. stupně.
V rámci práce na Místním soboru byl arcibiskup Veniamin (Muratovskij) často nepřítomen v eparchií a vedení bylo přenecháno biskupu Nazarijovi.
Dne 25. října 1917 byl ustanoven dočasným správcem jenisejské eparchie. V listopadu dorazil do eparchie. V prosinci byl na eparchiálním sjezdu kléru a laiků zvolen biskupem jenisejským.
Dne 9. února 1918 byl oficiálně jmenován biskupem jenisejským a krasnojarským.
Byl účastníkem Sibiřské soborní církevní konference a byl kandidát členství Sibiřské vyšší církevní správy. Roku 1919 byl iniciátorem založení nadace pro pomoc rodinám zavražděných duchovní.
Roku 1922 vstoupil k renovacionistům.
Dne 16. ledna 1923 byl jmenován renovačním eparchiálním biskupem v Rostově na Donu a zároveň se stal zástupcem renovačního metropolity Severního Kavkazu.
Vstoupil do Grigoriánského schizmatu (člen Prozatímní nejvyšší církevní správy).
V červenci 1926 činil pokání a byl přijat zpět k Moskevskému patriarchátu v hodnosti biskupa. Odešel na odpočinek do monastýru Svaté Trojice v Alatyru.
V únoru 1928 byl jmenován biskupem čeljabinským.
Dne 27. dubna 1928 byl Prozatímním patriarchálním Svatým synodem troický vikariát uprázdněn, troický biskup Antonij (Milovidov) se stal biskupem bugulminským a vikarijním biskupem samarské eparchie a správa nad čeljabinskou eparchií byla svěřena jen biskupů Nazarijovi s titulem biskup čeljabinský a troický. Bylo mu uděleno právo bydlet v Troicku s povinností aspoň jednou měsíčně sloužit bohoslužbu v Čeljabinsku.
Dne 28. září 1928 byl usnesením Sjednocené státní politické správy (pozdější NKVD) zatčen na základě obvinění že „bez dovolení tajně píše a rozesílá výzvy farnostím, čímž vnáší zmatek mezi věřící a duchovní“. Pozdě jeden člověk z vyslýchaných toto obvinění potvrdil.
Dne 17. dubna 1929 byl odsouzen ke třem letům vyhnanství v Orelu.
Zemřel 21. května 1940 v posjolku (sídlo - jedna z územních jednotek) Petuški ve Vladimirské oblasti.